# Viestards
Viestards (anche Viesthard, Vesthardus, Viesturs; XII secolo – 1230) è stato un duca della Semigallia attivo nel XIII secolo.
Annoverato tra i sovrani più famosi di quell'epoca della sua regione, partecipò alla crociata livoniana dapprima insieme e poi contro la coalizione cristiana; nelle fonti viene indicato come re Vester (in alto-tedesco antico: konic Vesters).

## Biografia
Viestards amministrava i suoi possedimenti dalla fortezza di Tērvete, corrispondente alla capitale. Durante i primi decenni del XIII secolo si alleò con i Cavalieri portaspada in funzione anti-lituana, poiché i baltici si erano resi responsabili di saccheggi in Semigallia in diverse occasioni.
Nel 1205, le forze congiunte di semigalli e crociati sconfissero i lituani e uccisero il duca Žvelgaitis. Nel 1208, Viestards condusse un esercito unito di semigalli e crociati in Lituania, ma ne uscì pesantemente sconfitto.
Nel 1219 Viestards entrò in conflitto con il vescovo tedesco Alberto quando i crociati posero la loro guarnigione nel castello semgallo di Mežotne. Viestvards attaccò dunque con i suoi uomini Mežotne, senza però riportare un successo. Riuscì comunque a sconfiggere i rinforzi dei crociati giunti dal fiume Lielupe dopo che questi avevano lasciato Mežotne. Cambiato schieramento, il lettone decise di suggellare un'alleanza con i suoi vicini, i samogiti. Al loro fianco, si scontrò con la coalizione avversa in più occasioni.
Nel 1225 Viestards permise a Guglielmo di Modena di predicare in Semigallia, ma si rifiutò di accettare il cristianesimo. Nel 1228 i suoi combattenti si unirono ai curi nel loro attacco contro Riga, la principale roccaforte dei crociati. Tuttavia non riuscirono a prendere d'assalto la città. Nel 1229 Viestards condusse un'incursione a mo' di vendetta nelle terre dei crociati intorno a Aizkraukle, dove ebbe luogo un duello con il komtur locale Marquart von Burbach.
Viestards morì nel 1230: il suo popolo riuscì comunque a preservare l'autonomia fino alla fine del XIII secolo.
Sebbene nella Cronaca rimata della Livonia Viestards sia indicato come re di Semigallia, oggi si ritiene che regnasse solo nella parte occidentale della regione, quella nello specifico concentrata nei dintorni di Tērvete. La parte orientale della Semigallia con un centro nella fortezza di Mežotne molto probabilmente non fu sotto il dominio di Viestards fino al 1219. Dopo la sua dipartita nel 1230, l'area intorno a Mežotne cadde nelle mani dei crociati tedeschi.

## Lascito
L'ordine di Viesturs (Vesthardus Rex) è stato fondato nel 1938 per commemorare lo spirito di indipendenza del popolo dell'antica Lettonia.